# Benjamin Sheares
Benjamin Henry Sheares, GCB, (12 de agosto de 1907–12 de mayo de 1981) fue un político, médico, y profesor singapurense. Sirvió como el segundo presidente de Singapur. Antes de su presidencia, Sheares era un conocido obstetra y ginecólogo. Se graduó de la Facultad King Edward VII de Medicina (hoy Universidad Nacional de Singapur) en 1929 con un grado médico y empezó su carrera en el Hospital General (hoy Singapur Hospital General). Durante la Ocupación japonesa de Singapur, Sheares era Jefe del Departamento O&G en Kandang Kerbau Hospital y fue nombrado profesor suplente de O&G después de la guerra. Luego viajó a estudiar un posgrado en la Real Escuela Médica en Gran Bretaña en 1947 y devino profesor pleno en 1950 en el hospital después de su regreso.
Se retiró en 1960 y siguió en la práctica privada antes de ser elegido parlamentario cuando Yusof Ishak era presidente que murió en noviembre de 1970. Fue presidente en tres términos del 2 de enero de 1971 hasta su muerte el 12 de mayo de 1981. En su honor llevan su epónimo el puente Benjamin Sheares y el Albergue Sheares en la Universidad Nacional de Singapur.

## Presidencia (1971-1981)
Benjamin Sheares fue el segundo presidente de Singapur, desde el 2 de enero de 1971. Su madre, de 91 años lo vio Presidente de la República de Singapur. Y, dos semanas antes de fallecer, afirmó que "Dios ha bendecido Bennie especialmente y sobre todo después de la forma en que nos cuida." Su salario entero lo donaba a caridad.
Sirvió tres plazos de enero de 1971 hasta mayo de 1981. Originalmente se quiera retirar después de acabar su segundo plazo cuando sintió que no tenía la energía para otro plazo, pero entonces Primer ministro Lee Kuan Yew le persuadió y Sheares con 70 años, continuó con su tercer plazo como presidente. Y siguió hasta su decesoen 1981. C. V. Devan Nair le sucedió como Presidente.

## Contribuciones notables
Durante su tiempo como director de O&G en Kandang Kerbau Hospital durante la ocupación japonesa, Sheares inició medidas profiláctivas para bajar morbilidad y mortalidad de las cesáreas lográndolo. Tal método es actualmente el más común protocolo de cesáreas utilizado. Otra contribución principal en medicina fue una técnica para crear una vagina artificial para aquellas nacidas sin ella. Una modificación de la técnica es todavía utilizada para operaciones de cambio del sexo.

## Muerte y legado

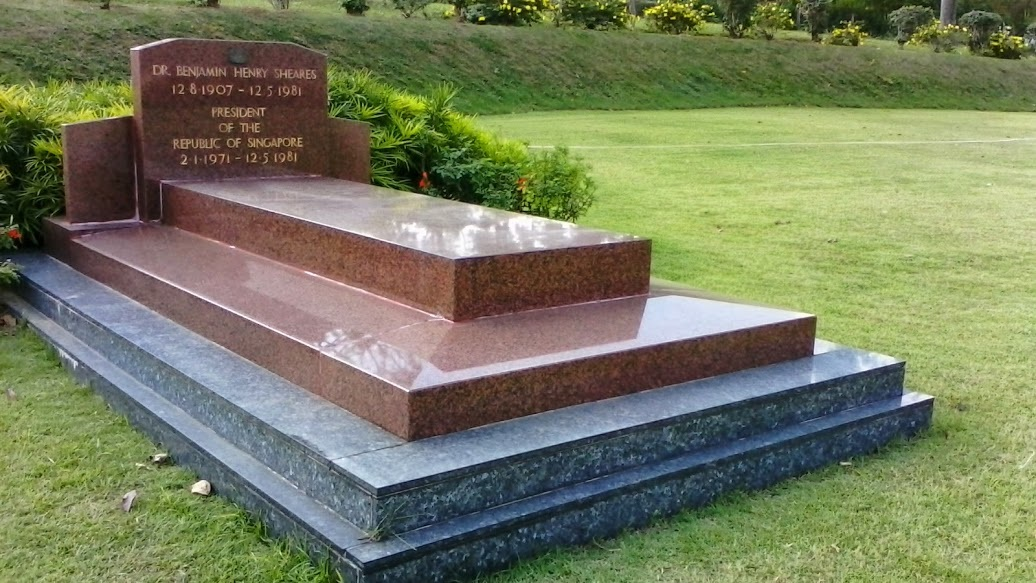
Tumba de Presidente Benjamin Sheares en Kranji Cementerio Estatal

Se le encontraron tumores en su pulmón en noviembre de 1980 mientras servía en su tercer mandato cuando presidente. Entró en coma el 3 de mayo de 1981 y falleció nueve días más tarde el 12. Fue enterrado en el Kranji Cementerio Estatal. Tienen su epónimo El Puente Benjamin Sheares y la Avenida Sheares. En la Academia, la residencia de estudiantes Sheares en la Universidad Nacional de Singapur, el Benjamin Sheares Professorship, y el Benjamin Sheares Universidad en el Duque-NUS Licenciado la escuela Médica.